# Somerset County, New Jersey
Somerset County är ett administrativt område i delstaten New Jersey, USA. Somerset är ett av 21 countys i delstaten och ligger i den norrcentrala delen av New Jersey. År 2010 hade Somerset County 323 444 invånare. Den administrativa huvudorten (county seat) är Somerville. 

## Geografi
Enligt United States Census Bureau så har countyt en total area på 790 km². 789 km² av den arean är land och 1 km² är vatten. 

### Angränsande countyn
- Morris County, New Jersey - nord
- Union County, New Jersey - öst
- Middlesex County, New Jersey - sydöst
- Mercer County, New Jersey - syd
- Hunterdon County, New Jersey - väst